# Al-Majdal, Syria
Al-Majdal (tiếng Ả Rập: المجدل) là một ngôi làng Syria nằm trong phó huyện Mahardah ở huyện Mahardah thuộc tỉnh Hama. Theo Cục Thống kê Trung ương Syria (CBS), al-Majdal có dân số 2.393 trong cuộc điều tra dân số năm 2004. Cư dân của nó chủ yếu là người Hồi giáo Sunni.